# Michel Pastoureau

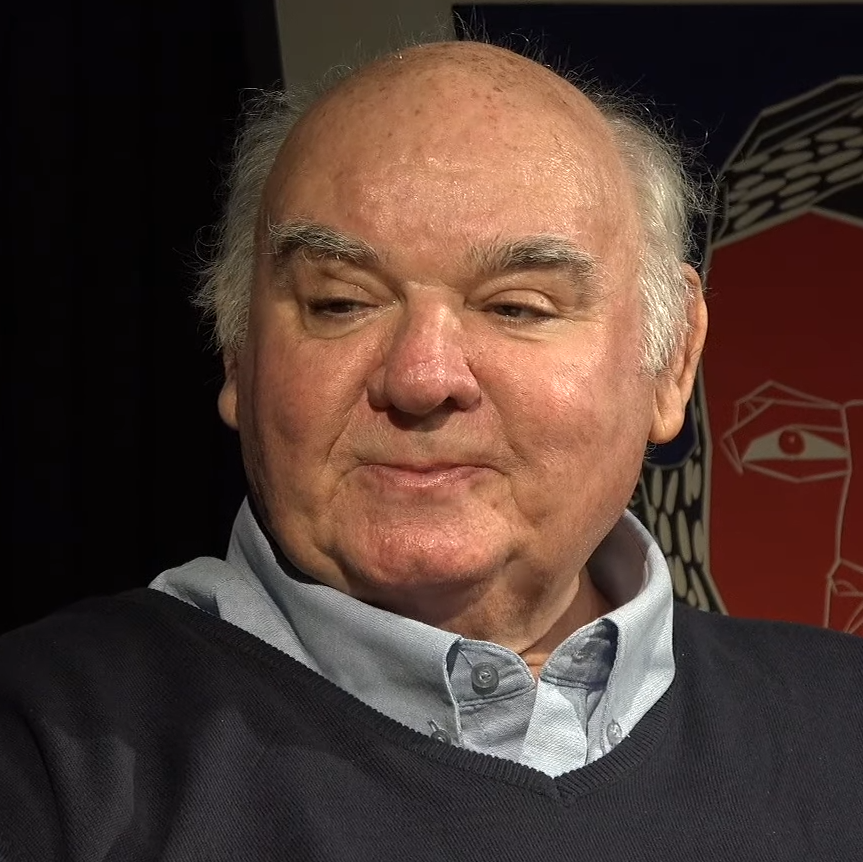
Michel Pastoureau

Michel Pastoureau (Parijs, 17 juni 1947) is een Franse historicus en publicist.
Naast diverse boeken over dieren schreef de mediëvist  Pastoureau met name veel over heraldiek, stoffen en kleuren. Meerdere titels van hem zijn inmiddels ook in het Engels verkrijgbaar, zoals het lijvige boekwerk dat hij wijdde aan de geschiedenis van de kleur blauw.
Zijn meest recente werken gaan over de geschiedenis van de kleur zwart en over de geschiedenis van het varken.
Begin 2007 werd een boek van hem uitgegeven dat de geschiedenis van de bruine beer als thema heeft. Hij gaat evenals Wolf-Dieter Storl in op de wijze waarop de beer in het verre en meer nabije verleden door alle Europese volkeren werd vereerd, en beschrijft onder meer hoe de beer onder invloed van de Kerk zijn plaats als koning van de dieren in Europa heeft moeten afstaan aan de leeuw. In het rijkelijk geïllustreerde boek komt ook de geschiedenis van de teddybeer aan de orde.